# Parawithius
Genre
Parawithius est un genre de pseudoscorpions de la famille des Withiidae.

## Distribution
Les espèces de ce genre se rencontrent en Amérique du Sud.

## Liste des espèces
Selon Pseudoscorpions of the World (version 3.0) :
- Parawithius iunctus Beier, 1932
- Parawithius nobilis (With, 1908)
- Parawithius pseudorufus Beier, 1932

et décrite depuis :
- Parawithius bromelicola Romero-Ortiz, Sarmiento & Harvey, 2023

## Systématique et taxinomie
Ce genre a été décrit par Chamberlin en 1931 dans les Cheliferidae. Il est placé dans les Withiidae par Weygoldt en 1970.

## Publication originale
- Chamberlin, 1931 : « A synoptic revision of the generic classification of the chelonethid family Cheliferidae Simon (Arachnida). » Canadian Entomologist, vol. 63, p. 289-294.